# 暗色胶角耳
暗色胶角耳（学名：Calocera fusca）是属于花耳目花耳科胶角耳属的一种真菌，生长在阔叶树朽木上。该种分布于中国、欧洲、新西兰。